# Angelo Thiburce
Né en 1941 ou 1942, Angelo Thiburce est un facteur français qui a livré le courrier, des tickets de loterie ou encore des médicaments dans les Hauts de l'île de La Réunion jusqu'en 2003, année de son départ à la retraite. Il doit sa notoriété à la difficulté de la tournée hebdomadaire dont il a eu la charge pendant trente-sept ans et demi avant d'être finalement remplacé par des rotations en hélicoptère. Faute de route pénétrante, cette tournée de quatre jours et 120 kilomètres de long qui permettait d'assurer une desserte régulière des différents îlets du cirque de Mafate devait en effet être effectuée à pied via des sentiers escarpés.
Durant sa carrière à Mafate, laquelle a commencé le 17 janvier 1965, Angelo Thiburce a effectué environ 180 000 kilomètres avec un paquetage pesant sur le dos, ce qui correspond à environ quatre fois et demi le tour de la Terre. Pour cet exploit, il a été fait Chevalier de l'Ordre national du Mérite en 1999. Durant sa dernière décennie en activité, il a par ailleurs bénéficié d'une médiatisation croissante qui lui a valu d'être le sujet de reportages dans Faut pas rêver, Thalassa ou encore sur la télévision japonaise. Aussi, il a souvent été désigné comme « le facteur le plus célèbre du monde ».
En 2007, alors qu'il vit désormais au Port, sur la côte ouest de son île, il fait l'objet d'un ouvrage écrit par son fils Jasmin, publié par le Grahter et intitulé Le facteur de Mafate ainsi que d'une chanson du même nom interprété par le groupe Bat'Ker. Il continue à se déplacer à pied sur de longues distances, par exemple pour se rendre jusqu'à Plateau Caillou.